# بورتو سانتو
' جزيرة برتغالية تقع شمال جزيرة ماديرا على بعد 43 كيلومتر في المحيط الأطلسي.
|التاريخ = August 2010}}</ref> تقع غربي كل من قارة أوروبا وأفريقيا.

## تاريخ
لم تكتشف جزيرة ماديرا إلا عندما اكتشفت بورتو سانتو عام 1418 من قبل البرتغاليين.

## الجغرافيا
تقسم الجزيرة إلى قسمين: القسم الشمالي وهو عبارة عن منطقة جبلية بشكل عام، القسم الجنوبي وهو عبارة عن سهول ساحلية وهو ما يعطي بورتو سانتو أفضلية على جزيرة ماديرا.

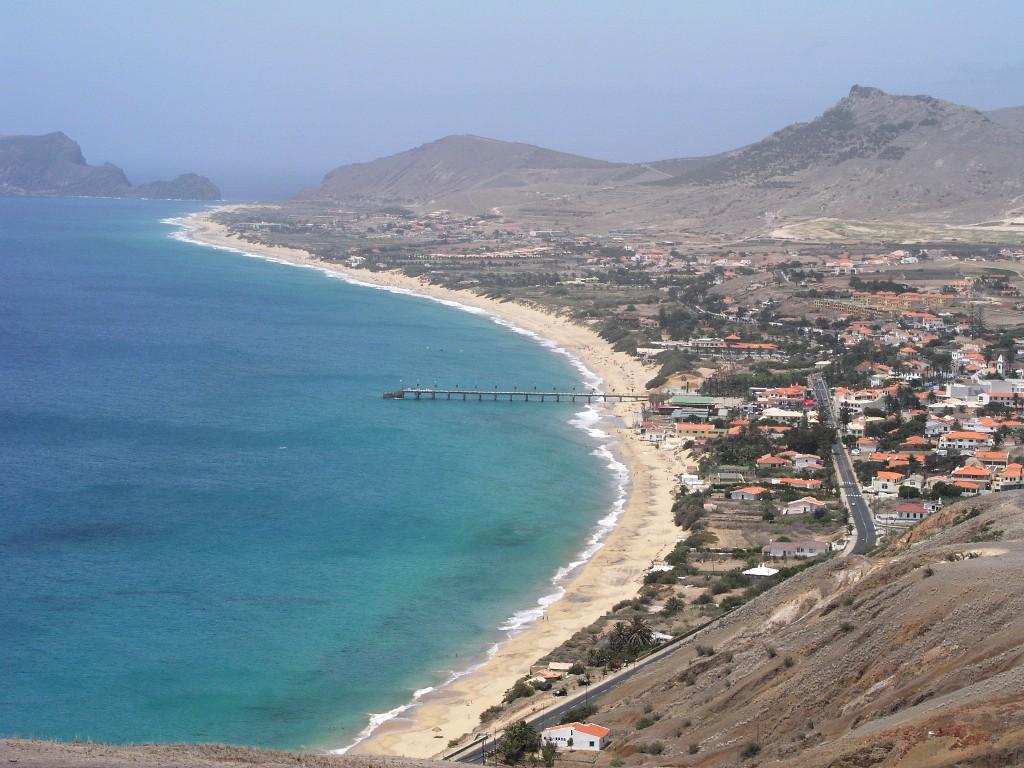
ساحل بورتو سانتو,من أكثر مناطق الجزيرة جذبا للسياح

## الاقتصاد
تعتمد الجزيرة بشكل رئيسي على السياحة. حيث تشتهر بورتو سانتو بشواطئها الجميلة ومناخها المعتدل مما جعلها جاذبة للسياح.
كما يوجد في بورتو سانتو مطار دولي.

## أعلام
- دييغو كولومبوس

## اقرأ أيضا
- البرتغال
- شبه جزيرة أيبيريا